# 尹佚
尹佚（？—？），姞姓，周朝初年太史，尹國建國者，辅佐周武王、周成王、周康王，《漢书·藝文志·墨家》有《尹佚》二篇。

## 生平
周武王灭商朝，即位策由尹佚宣读：“殷未孫受德，迷先成湯之明，侮滅神祇不祀，昏暴商邑百姓，其彰顯聞於昊天上帝”。周成王少年时对他的弟弟叔虞有过封国的承诺，日后太史尹佚和周公都要求成王履行承诺，遂封唐叔于唐国，为“桐叶封弟”的典故。「非我族類，其心必異」也是出自尹佚之口。